# Chiamata senza risposta
Chiamata senza risposta (One Missed Call) è un film del 2008 diretto da Eric Valette.
È il remake del J-Horror di Takashi Miike The Call - Non rispondere (2004).
È uscito nei cinema il 4 gennaio 2008 negli USA e il 6 giugno dello stesso anno in Italia.

## Trama
Beth Raymond vive nel terrore da quando quattro dei suoi amici sono morti in circostanze misteriose dopo aver ricevuto una chiamata dal futuro, con registrate le loro ultime parole e la data e ora della loro morte. La chiamata proveniva, ogni volta, dal cellulare dell'amico morto precedentemente.
La polizia non si raccapezza, credendo che le morti analoghe tra loro siano frutto di una psicosi collettiva. Non la pensa così l'investigatore Jack Andrews, che ha perso la sorella in circostanze simili e che segue la pista del soprannaturale. Pare che la sorella di Jack sia stata la prima vittima della maledizione, per cui il detective e Beth cercano di rintracciare il numero da cui ha ricevuto la chiamata maledetta. Le tracce portano a Marie Layton, la quale soffre della sindrome di Polle e che tempo addietro abusò delle figlie Ellie e Laurel, causando la morte della prima per un attacco di asma e l'affidamento della seconda a una casa-famiglia.
La protagonista crede che dietro gli omicidi e le misteriose chiamate ci sia la mano di Marie: infatti l'ospedale St. Luke, in cui era tenuta in cura, è andato recentemente in fiamme. Mentre la maledizione della telefonata incombe su Beth, la ragazza e Jack ricercano la sospettata, ma quando la trovano lei è in realtà già morta: ha uno "scontro" con Beth, ma pare volerla risparmiare e la chiamata destinata alla protagonista si interrompe.
I due si affrettano da Laurel per darle la notizia della morte della madre; durante la visita in casa trovano del materiale che fa pensare che non sia stata la mamma ad abusare della bambina. Infatti Jack trova un video nell'orsacchiotto di Laurel, in cui si vedono i momenti dell'inizio della maledizione: la madre scopre Ellie ad abusare della sorella più piccola, porta via Laurel e lascia Ellie chiusa da sola in camera, dove questa viene colpita da un violento, repentino attacco d'asma. 
La bambina muore sul pavimento della camera mentre cerca inutilmente aiuto col cellulare, diventando così la prima vittima delle chiamate.
È a questo punto che il fantasma di Ellie appare ai presenti, uccidendo il detective e cercando di strangolare Beth; ma durante questi attimi di grande confusione appare il fantasma di Marie, che porta via la figlia.

## Produzione
Il film è stato annunciato nel 2005. Durante i primi mesi del 2006 la Warner Bros. ha confermato Eric Valette come regista, iniziando lo stanziamento dei fondi.
La pre-produzione è partita nel giugno 2006 con Edward Burns, Margaret Cho, Shannyn Sossamon, Ed Harris e Gabriel Byrne assunti nel cast artistico.
Le riprese sono iniziate il 17 luglio ad Atlanta (Georgia) e sono cessate a metà agosto.

## Promozione e distribuzione
Il film era inizialmente programmato per una release cinematografico il 24 agosto 2007, data poi posticipata al 4 gennaio 2008.
Il primo teaser trailer è stato presentato da Yahoo! Movies il 30 agosto 2007; mentre i primi poster sono stati lanciati nel periodo di ottobre. Il sito ufficiale è stato aperto nel dicembre 2007.
Il film è uscito negli Stati Uniti il 4 gennaio 2008 in 2.240 cinema, guadagnando circa 5.200.000 $ il primo giorno di programmazione, mentre è uscito in italia il 4 giugno 2008 incassando 473,681 € il primo giorno.
L'incasso finale è stato di 42.782.819 $, di cui 26.890.041 guadagnati negli USA